# Pam Kruse
Pamela Jean Kruse (Miami, 3 giugno 1950) è un'ex nuotatrice statunitense che è stata medagliata olimpica ed ex detentrice del record mondiale in due gare.
Kruse ha rappresentato gli Stati Uniti alle Olimpiadi di Città del Messico 1968, durante le quali partecipò a due gare nello stile libero, vincendo la medaglia d'argento negli 800 metri stile libero e giungendo quarta nella finale dei 400 metri stile libero.